# María Esther de Miguel
María Esther de Miguel (1 de noviembre de 1925, Larroque, provincia de Entre Ríos - Buenos Aires, 27 de julio de 2003) fue una reconocida escritora argentina.

## Biografía
Hija de un inmigrante español y de madre judía, María Esther de Miguel tuvo vocación por la escritura desde pequeña (a los 8 años ganó un concurso literario por una composición en el colegio).
Luego de recibirse y trabajar como maestra normal en zonas rurales, partió a Buenos Aires y se consagró como laica en la congregación de las Paulinas de la Obra Cardenal Ferrari. Durante ese tiempo estudió letras en la Facultad de Filosofía y letras de la UBA y además recibió una beca para estudiar literatura en Italia. Cuando regresó, abandonó su vocación religiosa.
Trabajó en la justicia y también como periodista. Dirigió la revista literaria Señales, fue directora del Fondo Nacional de las Artes, miembro del Consejo de Administración de la Fundación El Libro y crítica literaria del diario La Nación. al igual que en El Cronista Comercial.
En 1961, obtuvo el premio Emecé por su primera novela "La hora undécima" y logró convertirse en una de las escritoras argentinas más leídas, con un promedio de 50.000 ejemplares por obra.
Se destacó por sus novelas históricas, donde buscaba mostrar a los próceres como personas normales, con defectos y virtudes, como ella misma dijo: 

"Los padres de la Patria seguramente no eran ni tan pulcros ni asépticos como nos contaron. Eran hombres con sus debilidades y sus pasiones. No me imagino al sargento Cabral, mientras agonizaba en San Lorenzo, diciendo: ‘Muero contento, hemos batido al enemigo’. Seguramente pensaría: ‘La puta, ¿por qué me tocó a mí?’"

Junto a un grupo de intelectuales comprometidos con los desafíos políticos del momento, participó de una serie de debates que dieron como momento de mayor visibilidad el Seminario de Cultura Nacional - Encuentro en Sumay Huasi, entre el 18 y el 22 de diciembre.
En 1998 donó su casa-quinta "La Tera" a la comunidad larroquense para que se convierta en centro cultural. Se encuentra abierta al público y con la posibilidad de recorrer el interior, donde se aloja su biblioteca personal. Se pueden solicitar visitas guiadas comunicándose con la Municipalidad de Larroque.
Estaba casada con el editor Andrés Alfonso Bravo (1916-2005), a quien conoció en la década del '60.
Falleció por causa de cáncer de colon.

## Obras publicadas
- 1961 "La hora undécima" (novela)
- 1965 "Los que comimos a Solís" (cuentos)
- 1970 "Calamares en su tinta" (novela)
- 1972 "En el otro tablero" (cuentos)
- 1973 "Pueblamérica" (novela) - reeditada en 1998 con el título "Violentos jardines de América"
- 1980 "Espejos y daguerrotipos" (novela)
- 1980 "En el campo las espinas" (cuentos)
- 1983 "Jaque a Paysandú" (novela)
- 1986 "Dos para arriba, uno para abajo" (cuentos)
- 1991 "Norah Lange" (biografía)
- 1993 "La amante del restaurador" (novela que se basa en el concubinato entre la sirvienta  Eugenia Castro y Juan Manuel de Rosas)
- 1995 "Las batallas secretas de Belgrano" (novela que se basa en algunos de los principales romances del prócer Manuel Belgrano como por ejemplo con  Mademoisille Pichegrú, con María Josefa Ezcurra y con María Dolores Helguero y Liendo)
- 1996 "El general, el pintor y la dama" (novela que se basa en una de las muchas concubinas y amantes que tuvo Justo José de Urquiza y el pintor oriental Juan Manuel Blanes)
- 1997 "En el otro lado del tablero " (cuentos)
- 1999 "Un dandy en la corte del rey Alfonso" (novela cuyo protagonista es un oligarca argentino llamado Fabián Gómez y Anchorena quien al visitar la corte española encabezada por Alfonso XII de España tras ser nombrado Conde de Castaño se casa con una diva del bel canto italiana llamada Josefina Gavotti pero pronto el enamoramiento languidece y se separan, Fabián,quien parecía sufrir de spleen especialmente por el abundante dinero concluyó sus días en un ignoto pueblito llamado Icaño de la paupérrima provincia de Santiago del Estero.  )
- 2001 "El palacio de los patos" (novela, ficción histórica cuyo escenario principal es el existente desde 1890 y formalmente inaugurado durante el año 1929  Palacio de los Patos o palacio de los ex-ricos ubicado en el Barrio de Palermo de la Ciudad de Buenos Aires.)
- 2003 ""Ayer, hoy y todavía"" (Memorias)

## Premios
- Premio Emecé (por La hora undécima).
- Premio del Fondo Nacional de las Artes (por Los que comimos a Solís).
- Segundo Premio Municipal (por Los que comimos a Solís).
- Premio Municipal (por Espejos y daguerrotipos).
- Premio Planeta (por El general, el pintor y la dama).
- Premio Nacional de Literatura.
- Palma de Plata del Pen Club.
- Premio Konex de Platino por Cuento (obra publicada después de 1950).
- Premio Dupuytrén.